# Brons

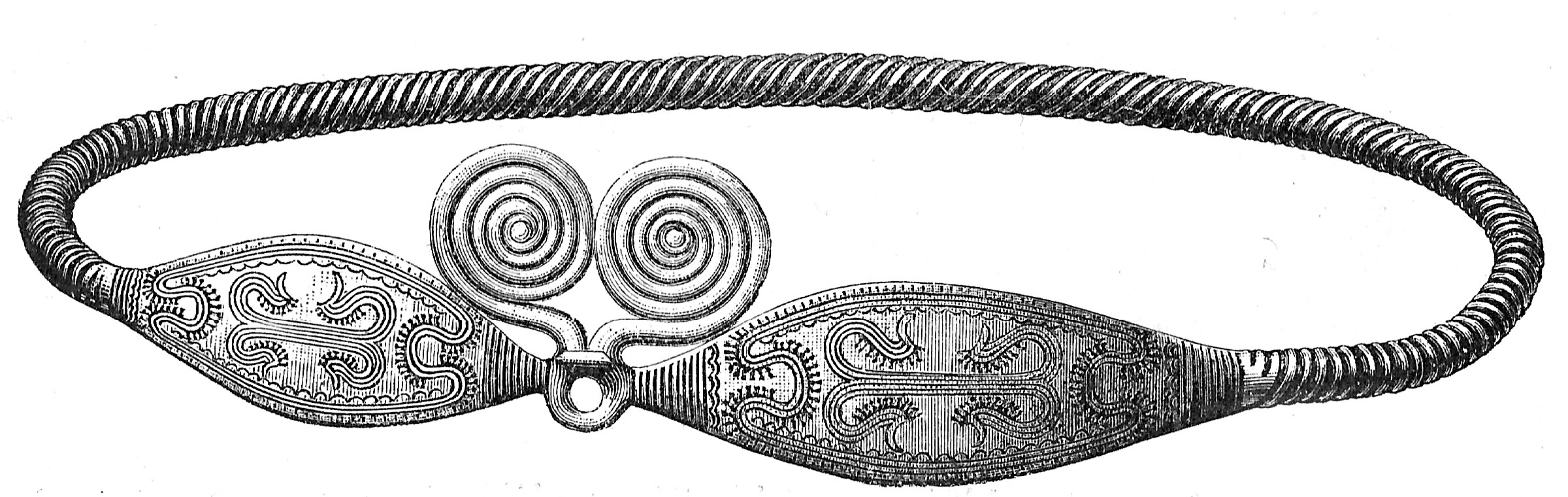
Halsring av brons från bronsåldern, funnen i Värmland

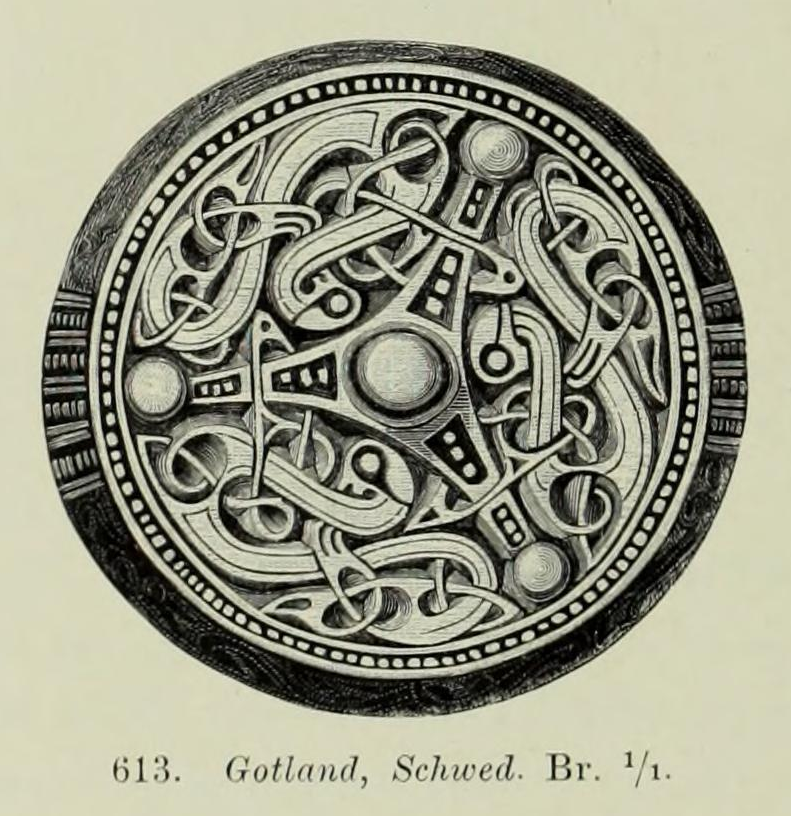
Bronsspänne från ca 800 e.Kr., funnet på Gotland.

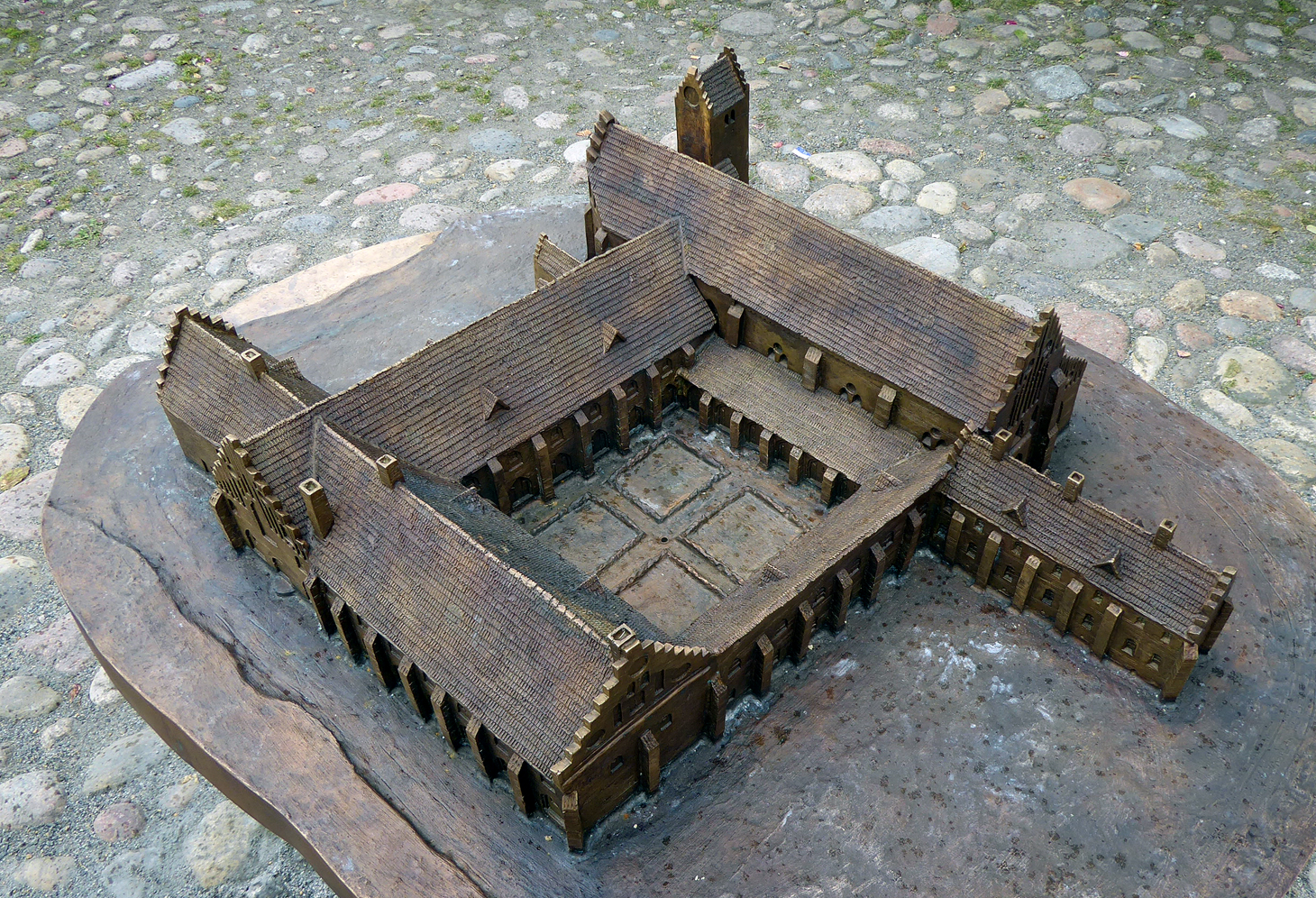
En bronsskulptur föreställande Klostret i Ystad av Anders Ödman 2017.

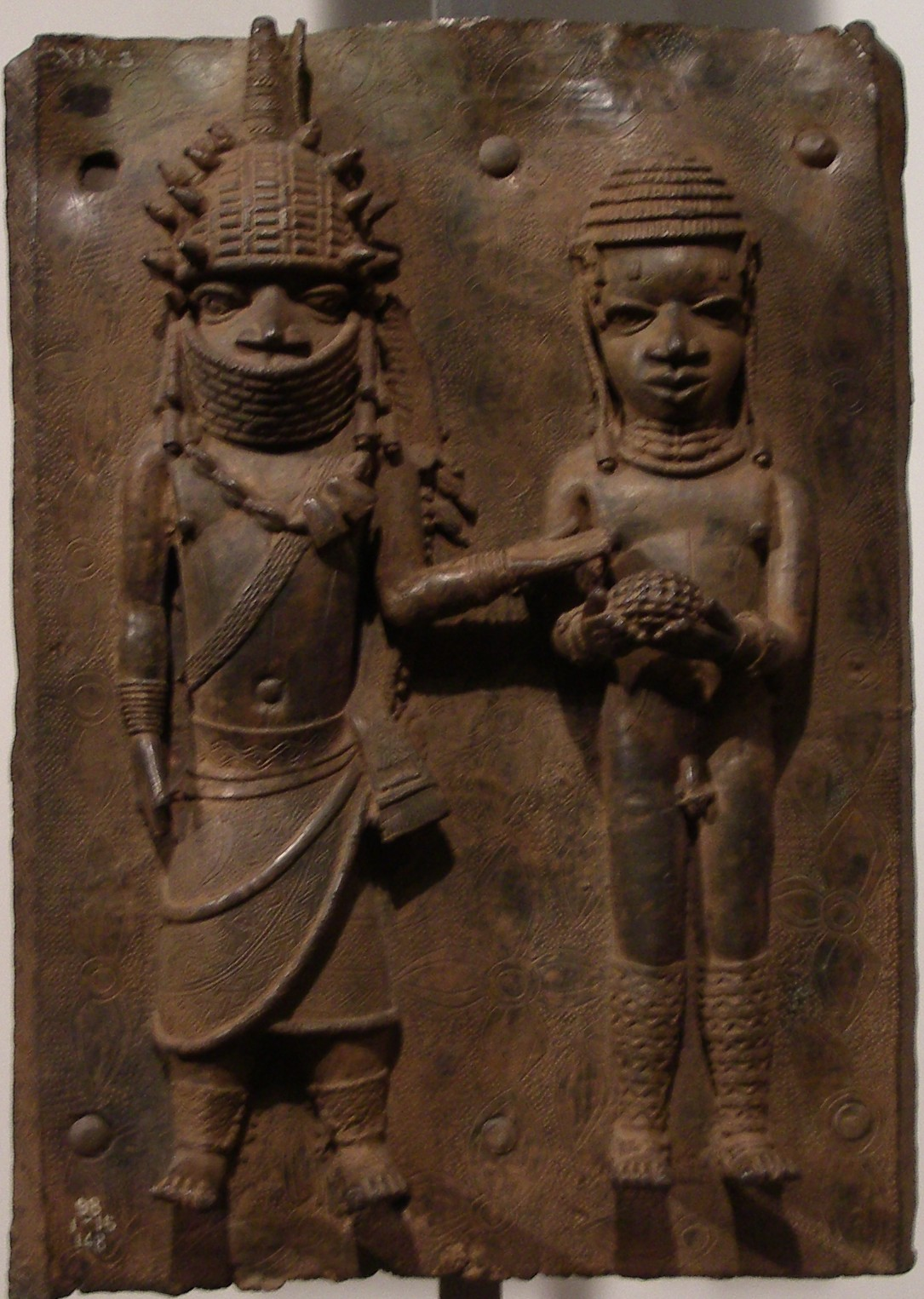
En av Benin-bronserna, från Afrika, 1500-tal.

Brons är benämningen på rödaktiga legeringar med koppar och andra metaller, vanligen tenn. Legeringen består vanligtvis av cirka 80-95% koppar och resterande 5-20% tenn, i vissa fall ingår även mindre mängder bly, zink eller aluminium. Smältpunkten för brons varierar med halten av de ingående metallerna, men är ungefär 950 °C (1742 °F) och alltså ca 130 °C lägre än den för koppar.

## Användning
Brons har historiskt använts för gjutning av vapen och prydnadsföremål samt i tillverkning av mynt.
Brons används i stor utsträckning vid tillverkning av musikinstrument, exempelvis cymbaler och strängar till stränginstrument, men är också mycket vanligt på båtar som material till propeller och för ventiler under vattenytan, så kallade skrovgenomföringar.
Jämfört med mässing (koppar och zink) är brons svårare att bearbeta, men har bättre hållfasthet och korrosionsmotstånd. Tennbrons kan utan större svårighet mjuklödas, medan det är mycket besvärligt att mjuklöda berylliumbrons.
I vissa tillämpningar kan brons användas för tillverkning av korrosionshärdiga fjädrar.
I tävlingssammanhang tilldelas ofta tredjeplatsen en medalj i brons.

## Typer av brons
- Malm eller klockbrons, 78–85 % koppar och 15–22 % tenn. Ibland ingår 1–3 % bly istället för lika mycket tenn. Klockbrons används till kyrkklockor, hästklockor (pinglor), skeppsklockor, vällingklockor och kamelklockor. Formen görs av gjutsand och måste förstöras efter varje gjutning. Enligt sägnen lade man förr i silver för att få en finare klang i klockan.
- Kanonbrons, ca 90 % koppar och 10 % tenn.[2]
- Oljebrons, 89,5 % koppar, 9,5 % tenn och 1 % kol, är en legering som framställts genom sintring. Oljebrons används för glidlager. Sintringen medför att metallen innehåller porer, som kan dränkas in med smörjolja. Lagret blir på så sätt självsmörjande under lång tid. Detta förenklar underhållet av den anordning där lagret är inbyggt. Även om lagret skulle gå torrt, ger oljebrons så pass låg friktion att varmgång inte nödvändigtvis uppstår.
- Myntbrons, 95 % koppar, 4 % tenn och 1 % zink. För att metallen skall vara pressbar i kallt tillstånd får inte tennhalten vara för hög. Används för röda mynt
- Nordiskt guld, 89 % koppar, 5 % aluminium, 5 % zink och 1 % tenn. Används för gula mynt. Förekommer i bland annat Sverige, Polen och andra länder i EU.[3]
- Rödmetall, 88 % koppar, 4 % tenn, 4 % bly, 4 % zink. En typ av rödmetall är ((armaturbrons)) och användes ofta till ventiler och förr till armatur för ångpannor.
- Konstbrons, 86,7 % koppar, 6,7 % tenn, 3,3 % zink och 3,3 % bly. Är en annan typ av rödmetall, där legeringen anpassats för god gjutbarhet med mindre betoning på hållfasthet. Används ofta för statyer. Konstbronser innehåller ofta zink och bly. Vissa konstbronser innehåller dock betydligt mer zink. Bronsskulpturer avsedda att stå utomhus och få ett överdrag av ädelärg (kopparkarbonat), får dock inte innehålla zink, och brukar därför bestå av 90 – 95 % koppar och 5 – 10 % tenn.[4]
- Spegelbrons.

Även kopparlegeringar där tenn inte är den näst största metallen kallas ofta brons, såsom arsenikbrons, berylliumbrons, blybrons och manganbrons.
- Aluminiumbrons, ca 90% koppar och ca 10 % aluminium. Varianter innehållande små mängder järn, nickel eller mangan finns även.[5] Är en gul legering.
- Fosforbrons av koppar och fosfor användes för hårdlödning. Fosfor fungerar som desoxidationsmedel under lödningen.

### Historisk brons
Artefakter funna på Sardinien har en typisk sammansättning: 0-8% tenn, 0-1% bly, 0-0,2% järn, rest koppar.
Artefakter funna i Egypten har en typisk sammansättning:3-4 % tenn, 4-18 % bly, 0,3-1 % järn, 0,3-1,2 % zink, rest koppar  Små halter av Arsenik, Antimon och Silver förekommer även.
I början av det första årtusendet hade bronser med blytillsatser spritt sig i större delen av Europa.

## Etymologi
Ordet brons (medeltidsgrekiska: brontēsíon) härstammar antagligen ursprungligen från staden Brindisi (grekiska: Brentḗsion/Βρεντήσιον), känd för brons, alternativt, kanske ursprungligen, från det persiska birinj/biring ("brons").